# جاده ئی۱۲۷ اروپا
جاده ئی۱۲۷ اروپا (به انگلیسی: European route E127) یکی از جاده‌های درجه ۲ قاره اروپا است.
این جاده از شهر امسک (روسیه) شروع شده و در شهر کاپچاگای (قزاقستان) به پایان می‌رسد.